# Jina Bacarr
Jina Bacarr is een Amerikaanse schrijfster. 
Doordat haar vader in de luchtvaartwereld werkte, zag ze als kind en later als tiener al veel van de wereld. Dankzij het bezoeken van historische locaties in verschillende landen en haar grote fantasie raakte ze geïnteresseerd in het schrijven van avonturenverhalen. Na kortstondig in de journalistiek te hebben gewerkt begon ze met het schrijven van afleveringen voor kinderseries zoals Jayce and the Wheeled Warriors, Jem en M.A.S.K. Na haar werk voor de televisie stortte ze zich op het schrijven van boeken voor een ouder publiek. Ze betitelt zichzelf als een schrijfster van erotische avonturenverhalen.